# Émilie Dequenne
Émilie Dequenne (Belœil, 29 agosto 1981 – Villejuif, 16 marzo 2025) è stata un'attrice belga, vincitrice del Prix d'interprétation féminine al Festival di Cannes 1999 per la sua interpretazione in Rosetta dei fratelli Dardenne.

## Biografia
Il film Rosetta del 1999 fu la sua prima prova davanti alla macchina da presa, e le valse - oltre al riconoscimento ricevuto a Cannes - anche il Chicago Film Critics Association Awards come attrice più promettente e il Joseph Plateau Award come miglior attrice belga. Due anni dopo recitò nel film Il patto dei lupi, aggiudicandosi per l'interpretazione il premio come miglior nuova attrice al Cabourg Romantic Film Festival. Nel 2013, nel 2015 e nel 2018 ottenne il Premio Magritte per la migliore attrice.
È morta il 16 marzo 2025 all'età di 43 anni, a causa di un carcinoma corticosurrenale.

## Vita privata
Nel 2002 divenne madre dell'attrice e artista Milla Savarese, nata dalla relazione col DJ Alexandre Savarese.
Sposò poi nel 2014 Michel Ferracci. Il matrimonio si concluse con la morte dell'attrice.

## Filmografia

### Cinema
- Rosetta, regia di Jean-Pierre e Luc Dardenne (1999)
- Il patto dei lupi (Le Pacte des loups), regia di Christophe Gans (2001)
- Oui, mais..., regia di Yves Lavandier (2001)
- Une femme de ménage, regia di Claude Berri (2002)
- Mariées mais pas trop, regia di Catherine Corsini (2003)
- L'américain, regia di Patrick Timsit (2004)
- L'équipier, regia di Philippe Lioret (2004)
- Il ponte di San Luis Rey (The Bridge of San Luis Rey), regia di Mary McGuckian (2004)
- Avant qu'il ne soit trop tard, regia di Laurent Dussaux (2005)
- Les États-Unis d'Albert, regia di André Forcier (2005)
- La ravisseuse, regia di Antoine Santana (2005)
- Il grande Meaulnes (Le grand Meaulnes), regia di Jean-Daniel Verhaeghe (2006)
- Écoute le temps, regia di Alanté Kavaïté (2006)
- Chacun son cinéma - A ciascuno il suo cinema (Chacun son cinéma ou Ce petit coup au coeur quand la lumière s'éteint et que le film commence), registi vari (2007)
- La vie d'artiste, regia di Marc Fitoussi (2007)
- La fille du RER, regia di André Téchiné (2009)
- J'ai oublié de te dire, regia di Laurent Vinas-Raymond (2009)
- La Meute, regia di Franck Richard (2010)
- À perdre la raison, regia di Joachim Lafosse (2012)
- La Traversée, regia di Jérôme Cornuau (2012)
- Möbius, regia di Éric Rochant (2013)
- Divin enfant, regia di Olivier Doran (2014)
- Sarà il mio tipo? (Pas son genre), regia di Lucas Belvaux (2014)
- A casa nostra (Chez nous), regia di Lucas Belvaux (2017)
- Ci rivediamo lassù (Au revoir là-haut), regia di Albert Dupontel (2017)
- Les choses qu'on dit, les choses qu'on fait, regia di Emmanuel Mouret (2020)
- Close, regia di Lukas Dhont (2022)
- Survive, regia di Frédéric Jardin (2024)

### Televisione
- Jean Moulin – film TV, regia di Yves Boisset (2001)
- Kaamelott – serie TV, 1 episodio (2004)
- Henry Dunant: Du rouge sur la croix – film TV, regia di Dominique Othenin-Girard (2006)
- Confidences – miniserie TV (2007)
- Charlotte Corday – film TV, regia di Henri Helman (2008)
- Miroir, mon beau miroir – film TV, regia di Serge Meynard (2008)
- Rien dans les poches – film TV, regia di Marion Vernoux (2008)
- Obsession(s) – film TV, regia di Frédéric Tellier (2009)
- Mystère au Moulin Rouge – film TV, regia di Stéphane Kappes (2011)
- The Missing – miniserie TV (2014)

## Doppiatrici italiane
Nelle versioni in lingua italiana dei film da lei interpretati, Émilie Dequenne è stata doppiata da:
- Benedetta Degli Innocenti in Sarà il mio tipo?, A casa nostra
- Alessia Amendola in Rosetta, Close
- Georgia Lepore in Il patto dei lupi
- Francesca Manicone in Survive
- Domitilla D'Amico in Monsieur Blake - Maggiordomo per amore

## Riconoscimenti
- Festival di Cannes
  - 1999 – Prix d'interprétation féminine per Rosetta
  - 2012 – Prix d'interprétation féminine Un Certain Regard per À perdre la raison
- Premio César
  - 2021 – Miglior attrice non protagonista per Les choses qu'on dit, les choses qu'on fait
- Premio Magritte
  - 2013 – Miglior attrice per À perdre la raison
  - 2015 – Miglior attrice per Sarà il mio tipo?
  - 2018 – Miglior attrice per A casa nostra